# Armando Castaingdebat

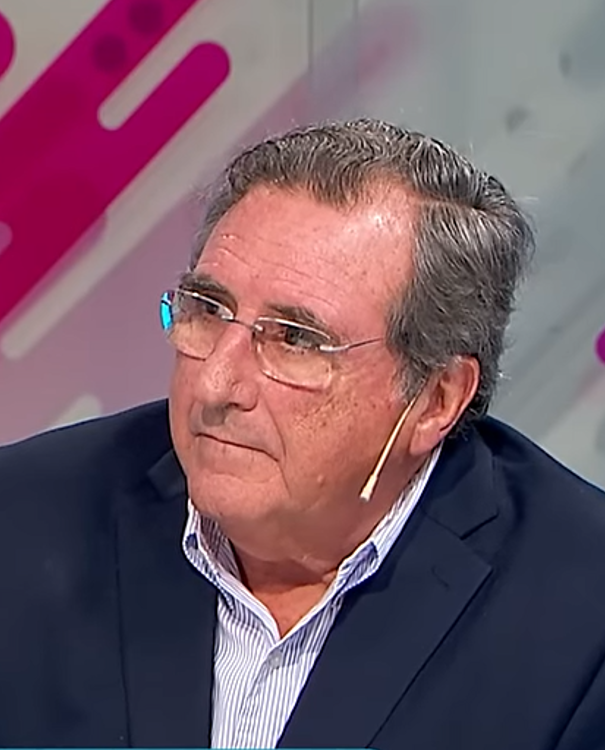
Armando Castaingdebat, 2024

Armando Irineo Castaingdebat Colombo (* 25. Oktober 1959) ist ein uruguayischer Politiker.

## Ausbildung und Privates
Der Weg seiner schulischen Bildung führte über die Escuela Nr.3 "José Pedro Varela", das Liceo Departamental de Flores Nr. 1 und das Colegio Seminario. Anschließend studierte er Tiermedizin an der Universidad de la República. Dieses Studium schloss er mit der Promotion ab. Castaingdebat ist verheiratet und Vater von drei Kindern.

## Sportliche Laufbahn
Zwischen 1978 und 1987 war er Führungsfigur des Fußballvereins Club Porongos und gehörte der regionalen Auswahlmannschaft von Flores an. Er nahm mit der nationalen Studentenauswahl auf der Position des Torhüters an der Universitätsweltmeisterschaft 1979 in Mexiko teil, bei der sich Uruguay den Vizeweltmeistertitel sichern konnte. Diesen Erfolg konnte er mit der Universitätsnationalmannschaft bei der Universiade 1985 in Kōbe wiederholen. Zwischen 2000 und 2007 war er als Sekretär der Fußball-Jugendnationalmannschaften des uruguayischen Fußballverbandes AUF auch auf Funktionärsebene im Sport tätig.

## Politische Karriere
Castaingdebat ist seit 1988 Mitglied der Partido Nacional. Seit dem 8. Juli 2005 ist er Intendente des Departamento Flores. Bei den Kommunalwahlen vom 9. Mai 2010 wurde er für eine weitere fünfjährige Amtszeit von der Wählerschaft bestätigt.